# Théorème de Poynting
Le théorème de Poynting, énoncé par John Henry Poynting, concerne la conservation de l'énergie dans un champ électromagnétique. Il établit une relation entre énergie électromagnétique, effet Joule et le flux du vecteur de Poynting.
En termes informels, on peut dire que le flux du vecteur de Poynting à travers une surface fermée est égal à la somme de la variation d'énergie électromagnétique et de l'effet Joule dans le volume intérieur à la surface.

## Histoire
L'éponyme,, du théorème de Poynting,, est le physicien anglais John Henry Poynting (1852-1914) qui l'a établi à partir de deux des équations de Maxwell — celles de Maxwell-Faraday, et de Maxwell-Ampère , — et l'a publié en 1884,.

## Variation de l'énergie électromagnétique
Le théorème énonce que pour tout volume :
{\displaystyle -\iiint {\frac {\partial W_{em}}{\partial t}}\,\mathrm {d} \tau =\iiint \mathrm {div} \,{\vec {\Pi }}\cdot {\,\mathrm {d} \tau }+\iiint {\vec {\jmath }}\cdot {\vec {E}}{\,\mathrm {d} \tau }}
soit, sous forme locale, pour un volume {\displaystyle d\tau }
{\displaystyle -{\frac {\partial }{\partial t}}\left({\frac {\varepsilon _{0}E^{2}}{2}}+{\frac {B^{2}}{2\mu _{0}}}\right)=\mathrm {div} \left({\frac {{\vec {E}}\wedge {\vec {B}}}{\mu _{0}}}\right)+{\vec {j}}\cdot {\vec {E}}}
soit dans le cas général
{\displaystyle -{\frac {\partial }{\partial t}}\left({\frac {{\vec {E}}\cdot {\vec {D}}}{2}}+{\frac {{\vec {B}}\cdot {\vec {H}}}{2}}\right)=\mathrm {div} \left({\vec {E}}\wedge {\vec {H}}\right)+{\vec {j}}\cdot {\vec {E}}}
avec:
- {\displaystyle {\vec {\Pi }}}, vecteur de Poynting
- {\displaystyle {\vec {E}}}, champ électrique
- {\displaystyle {\vec {D}}}, induction électrique (ou déplacement électrique)
- {\displaystyle {\vec {B}}}, champ magnétique
- {\displaystyle {\vec {H}}}, excitation magnétique
- {\displaystyle {\vec {j}}}, densité de courant
- {\displaystyle \varepsilon _{0}}, permittivité du vide
- {\displaystyle \mu _{0}}, perméabilité du vide

## Démonstration à partir des équations de Maxwell
On part de la forme différentielle, dans le cas où les relations {\textstyle {\vec {D}}=\varepsilon _{0}{\vec {E}}} et {\textstyle {\vec {B}}=\mu _{0}{\vec {H}}} sont vérifiées. Alors
{\displaystyle \mathrm {div} \;{\vec {\Pi }}=\mathrm {div} \;{\frac {{\vec {E}}\wedge {\vec {B}}}{\mu _{0}}}=-{\frac {1}{\mu _{0}}}{\vec {E}}\cdot {\overrightarrow {\mathrm {rot} }}\;{\vec {B}}+{\frac {1}{\mu _{0}}}{\vec {B}}\cdot {\overrightarrow {\mathrm {rot} }}\;{\vec {E}}}
en utilisant la formule d'analyse vectorielle {\textstyle \mathrm {div} \left({\vec {B}}\wedge {\vec {C}}\right)={\vec {C}}\cdot {\overrightarrow {\mathrm {rot} }}({\vec {B}})-{\vec {B}}\cdot {\overrightarrow {\mathrm {rot} }}({\vec {C}})}. Sachant que par ailleurs on a : {\textstyle {\vec {\nabla }}\times {\vec {B}}=\mu _{0}{\vec {\jmath }}+\mu _{0}\varepsilon _{0}{\frac {\partial {\vec {E}}}{\partial t}}} (équation de Maxwell-Ampère), et {\textstyle {\vec {\nabla }}\times {\vec {E}}=-{\frac {\partial {\vec {B}}}{\partial t}}} (équation de Maxwell-Faraday), cette quantité peut se réécrire sous la forme :
{\displaystyle \mathrm {div} \;{\vec {\Pi }}=-{\frac {1}{\mu _{0}}}{\vec {E}}\cdot \left(\mu _{0}{\vec {j}}+\mu _{0}\varepsilon _{0}{\frac {\partial {\vec {E}}}{\partial t}}\right)+{\frac {1}{\mu _{0}}}{\vec {B}}\cdot \left(-{\frac {\partial {\vec {B}}}{\partial t}}\right)}
Soit après simplification :
{\displaystyle \mathrm {div} \;{\vec {\Pi }}=-\;{\vec {j}}\cdot {\vec {E}}-\varepsilon _{0}{\vec {E}}\cdot {\frac {\partial {\vec {E}}}{\partial t}}-{\frac {1}{\mu _{0}}}{\vec {B}}\cdot {\frac {\partial {\vec {B}}}{\partial t}}}
Ou encore, en notant {\textstyle u={\frac {\varepsilon _{0}{\vec {E}}^{2}}{2}}+{\frac {{\vec {B}}^{2}}{2\mu _{0}}}} la densité volumique d'énergie électromagnétique :
{\displaystyle \mathrm {div} \;{\vec {\Pi }}=-\;{\vec {j}}\cdot {\vec {E}}-{\frac {\partial u}{\partial t}}}